# Emil von Feyerfeil

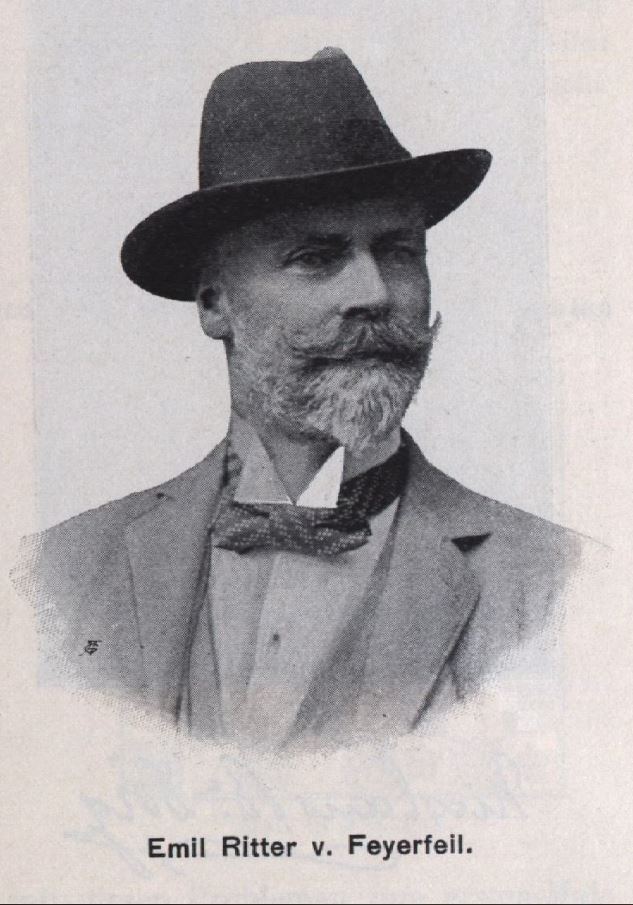
Emil Ritter von Feyerfeil

Emil Ritter von Feyerfeil (* 13. Juni 1842 in Schärding; † 28. Februar 1917 in Wien) war ein österreichischer Polizeirat und Schachmeister.

## Leben
Von Feyerfeil wurde im Jahr 1873 Polizeikommissar, im Jahr 1888 Polizeirat. Im Jahr 1892 wurde er ins Innenministerium berufen und im selben Jahr zum Ministerialvizesekretär ernannt. 1893 wurde er Leiter des Polizeikommissariats Josefstadt und stieg 1896 zum Oberpolizeirat mit dem Titel eines Regierungsrates auf. Im Jahr 1907 schied er aus dem aktiven Dienst als Hofrat aus.
Von Feyerfeil war seit 1879 mit Emilie Frein von Giesl verheiratet, der älteren Tochter des Generals Heinrich Giesl von Gieslingen und Schwester des Diplomaten Wladimir Giesl von Gieslingen. Emil Ritter von Feyerfeil starb 1917 an Wassersucht. Seine Frau, die eine Kammerfrau von Kaiserin Elisabeth gewesen war, überlebte ihn um fünf Jahre. Die von Feyerfeils hatten einen Sohn.

## Schach
Von Feyerfeil war Mitglied der Wiener Schachgesellschaft und beteiligte sich an zahlreichen Meisterschaften der Gesellschaft. Im Jahr 1858, beim ersten dieser Turniere, wurde er Sechster, 1868 wurde er nach Adolph Csánk Zweiter. Im Jahr zuvor wurde er in den Vorstand des Klubs gewählt. Im Jahr 1871 gewann er die Meisterschaft, im Jahr 1875 wurde er Zweiter im Meisterturnier.
Im Jahr 1889 spielte von Feyerfeil sein einziges internationales Turnier. Er nahm am Hauptturnier des 6. Kongresses des Deutschen Schachbundes in Breslau teil und gewann nach verlorenem Stichkampf mit dem späteren Schachweltmeister Emanuel Lasker den zweiten Preis. Das Zustandekommen des Stichkampfes errang aufgrund eines Vorfalls schachhistorische Berühmtheit: zwei Runden vor Ende des Turniers führte von Feyerfeil die Tabelle an, verlor aber in der vorletzten Runde gegen Paul Lipke. Diese Partie wurde nach ihrem Abbruch zur Mittagspause inkorrekt wiederaufgebaut, ohne dass die Spieler dies bemerkten. Von Feyerfeils vorteilhafte Stellung verwandelte sich bei Wiederaufnahme am Nachmittag in eine sehr schlechte, da einer seiner Bauern vergessen wurde. In ihrer regulären Partie im Turnier selbst besiegte von Feyerfeil Lasker. In Graz 1890 teilte von Feyerfeil den vierten Platz.

## Partiebeispiel
|   | a | b | c | d | e | f | g | h |   |
| 8 |   |   |   |   |   |   |   |   | 8 |
| 7 |   |   |   |   |   |   |   |   | 7 |
| 6 |   |   |   |   |   |   |   |   | 6 |
| 5 |   |   |   |   |   |   |   |   | 5 |
| 4 |   |   |   |   |   |   |   |   | 4 |
| 3 |   |   |   |   |   |   |   |   | 3 |
| 2 |   |   |   |   |   |   |   |   | 2 |
| 1 |   |   |   |   |   |   |   |   | 1 |
|   | a | b | c | d | e | f | g | h |   |

Hier die oben erwähnte Gewinnpartie von Feyerfeils, in der er mit den weißen Steinen den späteren Weltmeister Lasker schlug.
von Feyerfeil–Lasker 1:0
Breslau, 25. Juli 1889
Abgelehntes Königsgambit, C30
1. e4 e5 2. f4 Lc5 3. Sf3 d6 4. Lc4 Sc6 5. Sc3 Sf6 6. d3 Le6 7. Lb5 a6 8. Lxc6+ bxc6 9. f5 Ld7 10. Lg5 h6 11. Lh4 Tb8 12. Tb1 De7 13. De2 d5 14. Sd1 dxe4 15. dxe4 Dd6 16. Sd2 Dd4 17. Lf2 Dd6 18. 0–0 0–0 19. Sb3 Lb6 20. c4 c5 21. Sc3 Tbe8 22. Tbd1 Dc6 23. Td3 Sh7 24. Tg3 f6 25. Le3 Kh8 26. Sd5 Tf7 27. Sd2 Sg5 28. Dh5 Tef8 29. Lxg5 fxg5 30. Txg5 Le8 31. Dh4 Tf6 32. Sxf6 Txf6 33. b3 Dd7 34. Sf3 Dd3 35. Tg4 La5 36. Dg3 Lc3 37. Txg7 Lf7 38. Tg4 Td6 39. Dh4 Ld2 40. Sxd2 Dxd2 41. De7 Lxc4 42. Dg7# 1:0